# Pont de Caronte
Le pont de Caronte est un pont ferroviaire situé dans la commune de Martigues (Bouches-du-Rhône). Il permet à la ligne Miramas - L'Estaque, à double voie, de franchir le canal de Caronte qui relie l'étang de Berre à la mer Méditerranée.

## Caractéristiques
Le pont de Caronte est un pont-treillis en acier monté sur piles en maçonnerie. Sa longueur est de 972 mètres. Il comporte douze travées réparties comme suit : huit de 82,50 m, deux centrales de 57,20 m et deux de 51,3 m.
Les deux travées centrales sont constituées d'un bloc-treillis de 114 mètres de long capable de pivoter sur la pile médiane, de manière à libérer le passage pour des navires dont le tirant d'air dépasse 20 m. La hauteur libre sous poutre est en fait de 23 mètres.
Les huit travées de 82,50 m, solidaires deux par deux, sont constituées de quatre poutres, une sous chaque file de rails. Elles pèsent 10,67 tonnes par mètre. L’ossature des travées de 51,20 m est identique, mais leur poids n'est que de 6,892 tonnes par mètre. Les poutres trapézoïdales de la partie tournante sont hautes de 13,40 m au droit de la pile et de 7,60 m à leurs extrémités. Le poids de cette travée était à l'origine de 1 513 tonnes, dont 400 pour les mécanismes.
L'ouverture demande 5 min 7 s. Elle est obtenue par l'action de quatre pignons, engrenant une crémaillère circulaire, mus par un même arbre et reliés entre eux par des différentiels. Des dispositifs spéciaux assurent le calage et le verrouillage. Deux moteurs à essence de 100 ch — un seul est utilisé en marche normale — commandent les mécanismes de rotation et de calage. Celui-ci fait, un moteur à air comprimé effectue l'éclissage des rails. La commande des manœuvres, à partir d'un poste installé dans le tablier, au-dessus de la pile, est engagée avec celle des signaux protégeant le pont.

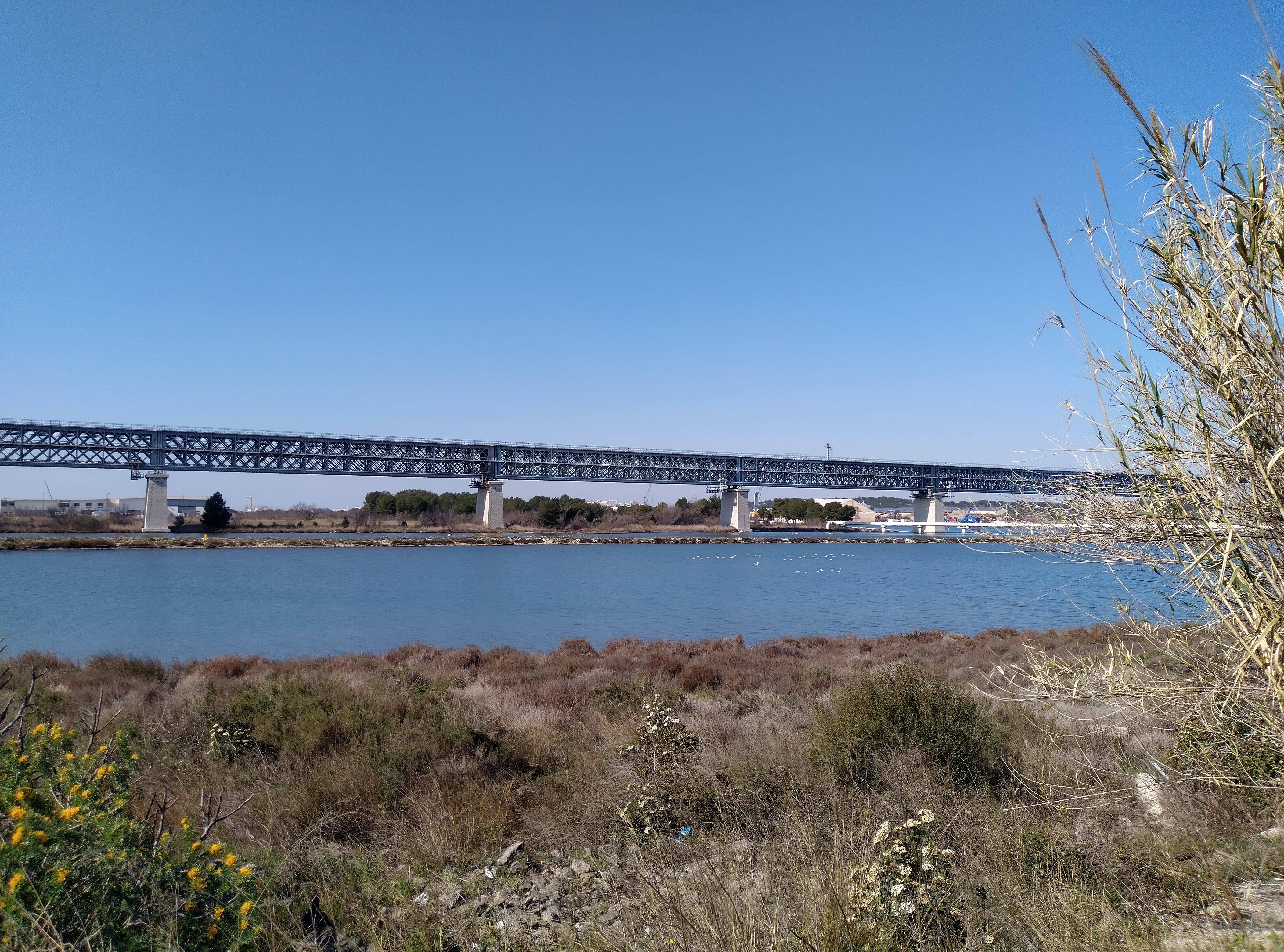
Viaduc de Caronte vue depuis la berge du chenal

## Histoire
La construction de l'ouvrage commence en 1908 et s'achève en 1915 . En septembre 1944, il fut dynamité par l'armée allemande. Il fut rendu à la circulation fin 1946, avec une travée levante provisoire, puis reconstruit en 1954 par la même entreprise qui l'avait originellement construit, la société Schneider et Cie (ateliers du Petit Creusot à Chalon-sur-Saône), avec pose d'une travée tournante, comme avant la destruction.
Un documentaire suivant pas à pas cette reconstruction a été tourné par André Périé, pour la Section centrale cinématographique de la SNCF. Dans ce documentaire, on apprend entre autres que le premier pont pivotait sur « une lentille en bronze de 83 cm » et que la reconstruction a été effectuée en plusieurs phases : d'abord avec un pont provisoire à travée levante de type Krupp (prise de guerre) avant que le pont tournant ne soit complètement reconstruit. Un premier documentaire avait également été tourné pour l'établissement de la travée levante provisoire.
Ce pont a obtenu le label « Patrimoine du XXe siècle » en 2000.

## Le pont de Caronte au cinéma
- À la fin du film Toni, de Jean Renoir (1935), qui se déroule à Martigues, Toni est abattu à l'entrée du pont de Caronte[6].
- Dans Dieu vomit les tièdes, film de Robert Guédiguian (1991), Cochise, Frisé et leurs amis se réunissaient dans la pile centrale du pont tournant.